# Praproče, Dobrova-Polhov Gradec
Praproče este o localitate din comuna Dobrova-Polhov Gradec, Slovenia, cu o populație de 102 locuitori.